# توماس جونسون (لاعب كرة قدم جنوب إفريقي)
توماس جونسون (بالإنجليزية: Thomas Johnson)‏ هو لاعب كرة قدم ومدرب كرة قدم جنوب أفريقي، ولد في 1942، وتوفي في 23 فبراير 2011 في جوهانسبرغ في جنوب أفريقيا. لعب مع أورلاندو بيراتس ونادي كايزر تشيفز.